# William Bertram
Sir William Bertram, of Bothal Castle, († 1466) war ein englischer Ritter.

## Leben
Sir William war ein Sohn von Sir John Bertram.
Er wurde 1447 Warden and Governor of the Isles und somit Verwalter der englischen Inseln im Ärmelkanal. Ferner vertrat Bertram 1449 und 1450 als Knight of the Shire das County Northumberland im Parlament und wurde 1458 zum Sheriff of Northumberland ernannt.
Sir William wurde 1457 und 1459 als Justice of Array mit der Grenzsicherung betraut und 1458 als Commissioner mit der Aushebung und Musterung von Bogenschützen beauftragt.
William Bertram war ein Anhänger des Hauses Lancaster und kämpfte für Heinrich VI. während der Rosenkriege bei der Schlacht von Wakefield (1460), bei St Albans und Towton (1461).
In Wakefield erhielt William Bertram den Ritterschlag als Knight Bachelor durch Henry Percy, 3. Earl of Northumberland.
Nach der Niederlage bei Towton am 29. März 1461 wurde Sir William für seinen Kampf gegen das Haus York nicht zur Rechenschaft gezogen.
Sir William starb 1466.

## Ehe und Nachkommen
Sir William war verheiratet mit einer Tochter des Sir Thomas Kempston.
Das Paar hatte zumindest zwei Kinder:
- William[1]
- Robert[1]